# Osteopilus vastus
Osteopilus vastus är en groddjursart som först beskrevs av Cope 1871.  Osteopilus vastus ingår i släktet Osteopilus och familjen lövgrodor. Inga underarter finns listade i Catalogue of Life.
Arten förekommer med flera från varandra skilda populationer på Hispaniola i Västindien. Den lever i låglandet och i bergstrakter upp till 1700 meter över havet. Habitatet utgörs av lövskogar och trädodlingar samt av områden där grönsaker odlas. Ibland besöker Osteopilus vastus regioner som liknar marskland och i Haiti hittades arten även i en skog med tallar.
Individer klättrar ofta i träd där de uppsöker trädets krona. Honor lägger sina ägg i vattnet.
Skogsavverkningar och vattendragens förorening hotar beståndet. Några exemplar fångas och säljs som sällskapsdjur. I utbredningsområdet förekommer olika skyddszoner. IUCN listar hela beståndet som sårbar (VU) och tillägger att skyddsåtgärderna behöver intensivare översyn så att inga lokala populationer försvinner.